# Астеризм (минералогия)

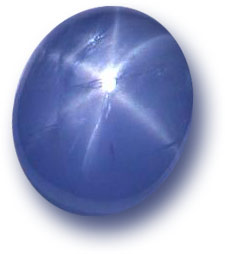
Астеризм в кабошоне сапфира

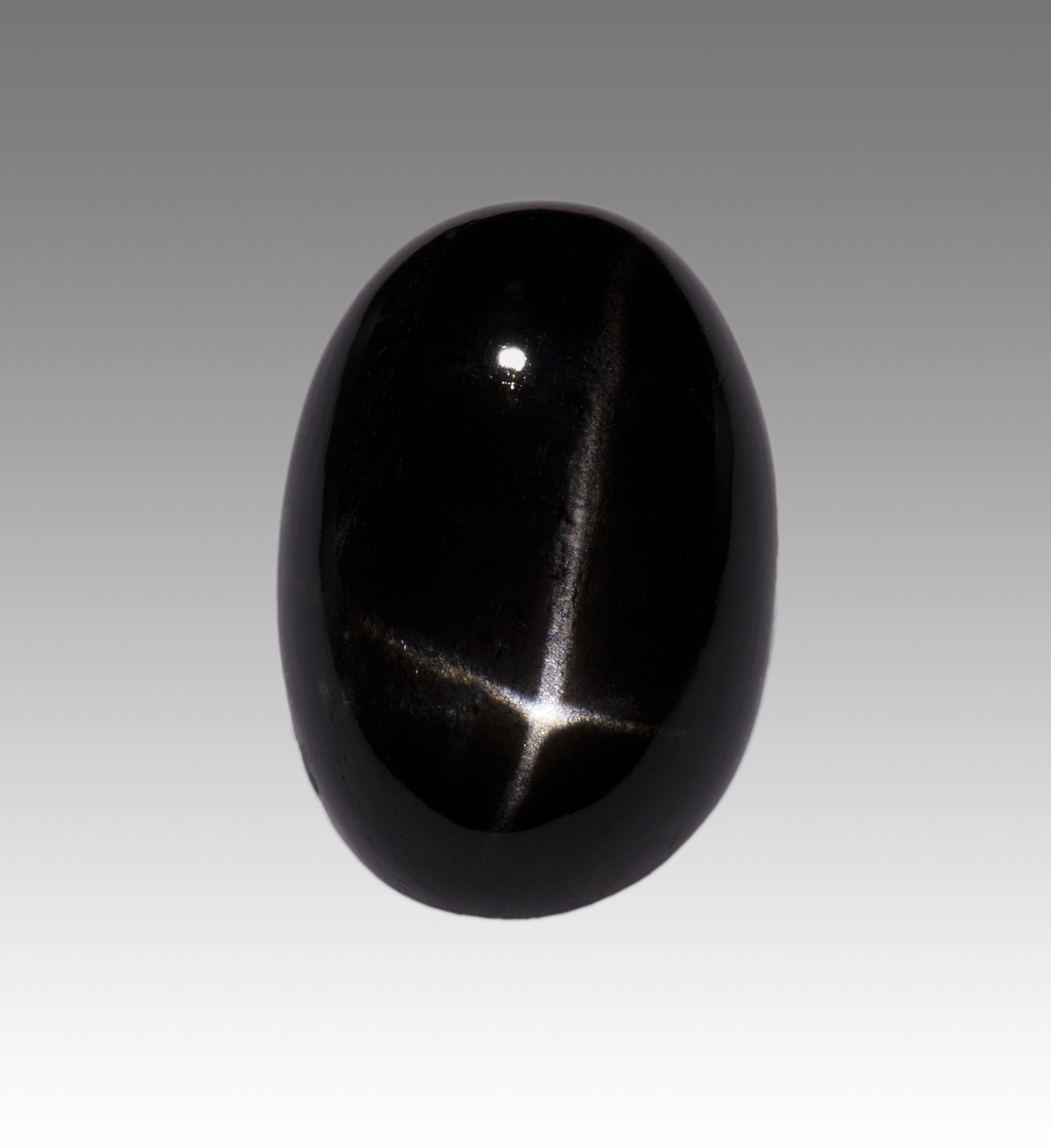
Диопсид. Кабошон с эффектом астеризма

Астеризм (в минералогии) — оптический эффект в кристаллах некоторых минералов, обработанных с образованием сферической или другой выпуклой криволинейной поверхности (кабошонах), проявляющийся в наблюдении звездообразной фигуры при освещении кристалла.
Астеризм проявляется в корундах, шпинелях, некоторых кварцах, бериллах, диопсиде (шестилучевая звезда), гранатах (альмандин, демантоид), некоторых слюдах. Основной причиной, обуславливающей астеризм, является наличие в кристалле игольчатых включений, ориентированных параллельно главным кристаллографическим осям. Толщина таких включений близка к длине волны видимого света, и они образуют несколько систем, в каждой из которых включения ориентированы параллельно, а углы между включениями разных систем соответствуют углам между кристаллографическими осями.
В результате дифракции света на решётках таких микровключений при освещении кристалла наблюдается группа пересекающихся в одной точке светящихся полос — «звезда»; количество лучей звезды зависит от симметрии кристалла. Для кристаллов кубической сингонии (шпинели) две взаимно перпендикулярные системы включений образуют две полосы, то есть четырёхлучевую звезду, у кристаллов гексагональной сингонии (берилл) или у тригональных псевдогексагональных (корунды), — три системы включений образуют три полосы, то есть шестилучевую звезду.
В корундах (рубин, сапфир) в качестве таких микровключений чаще всего выступают игольчатые микрокристаллы рутила (в рубинах это обычно системы тонких полых канальцев), образующие три системы, в каждой из которых микрокристаллы не только взаимно параллельны, но и ориентированы параллельно базальной плоскости. В некоторых случаях в корундах встречается и двенадцатилучевой астеризм: в этом случае в кристалле корунда присутствует две суперсистемы микровключений: внутри каждой из них микровключения образуют три нормальные системы, как в корундах с шестилучевым астеризмом, и эти суперсистемы повёрнуты на угол 30° друг относительно друга, все включения обеих суперсистем параллельны одной, базальной, плоскости. В результате эти две суперсистемы образуют две шестилучевые звезды с общим центром.
В 1949 году были синтезированы первые звездчатые корунды из шихты с добавлением диоксида титана с последующей тепловой обработкой, вызывающей рекристаллизацию рутила в кристалле.